# Luciano Vicentin
Luciano Vicentin (* 4. April 2000 in Paraná) ist ein argentinischer Volleyballspieler.

## Karriere
Vicentin begann seine Karriere beim Club Estudiantes Paraná. Mit den argentinischen Junioren nahm er an der U19-Weltmeisterschaft 2017 teil. Außerdem erreichte er mit dem Nachwuchs 2018 das Finale der Südamerika-Meisterschaft. Bis 2018 spielte er bei Paracao Voley. Danach wechselte er zu River Plate Buenos Aires. 2020 verließ der Außenangreifer erstmals seine Heimat und ging zum polnischen Zweitligisten BBTS Bielsko-Biała, mit dem er in der Saison 2020/21 den zweiten Tabellenplatz erreichte. 2021 wurde er vom deutschen Bundesligisten VfB Friedrichshafen verpflichtet. Mit dem Verein gewann er den DVV-Pokal 2021/22. Im Playoff-Finale der Bundesliga unterlag die Mannschaft nach fünf Spielen den Berlin Recycling Volleys. Auch in der Saison 2022/23 spielt Vicentin für Friedrichshafen.